# Anteo Carapezzi
Anteo Carapezzi (Correggio, 26 febbraio 1876 – Milano, 30 maggio 1957) è stato un ciclista su strada, pistard e dirigente sportivo italiano, professionista dal 1902 al 1913. L'unico successo che colse in carriera fu la vittoria nella prima edizione della Milano-Modena nel 1906. Il fratello Egisto, fu anch'egli corridore professionista, mentre suo figlio Adone è divenuto noto giornalista e telecronista sportivo. Anteo fu direttore del Velodromo Sempione e del successivo Velodromo Maspes-Vigorelli; oltre alla carriera ciclistica, fu attivo anche nel calcio, in quanto fu dirigente sportivo del Milan.

## Palmarès
- 1906 (Bianchi, una vittoria)

Milano-Modena